# Acatapaustus ekeikei
Acatapaustus ekeikei är en fjärilsart som beskrevs av George Thomas Bethune-Baker 1904. Acatapaustus ekeikei ingår i släktet Acatapaustus och familjen trågspinnare. Inga underarter finns listade i Catalogue of Life.